# 神宮寺勇太
神宮寺 勇太（じんぐうじ ゆうた、1997年〈平成9年〉10月30日 - ）は、日本のアイドル、歌手、俳優、タレント。男性アイドルグループ・Number_iのメンバーで、King & PrinceおよびPrinceの元メンバー。
千葉県出身。TOBE所属。

## 来歴
「みんなが経験できないことをしたい」と考え、中学1年生の時に自ら履歴書を買って応募し、自身の誕生日でもある2010年10月30日にジャニーズ事務所に入所。2014年5月5日、Sexy Zoneの弟分ユニットとしてSexy Boyzが結成（再編成）され、メンバーに選ばれる。
2012年、日本テレビ『スプラウト』にてドラマ初出演を果たす。
2015年6月5日、「テレビ朝日・六本木ヒルズ 夏祭り SUMMER STATION」の応援サポーターを務める期間限定ユニットとして結成されたMr.King vs Mr.Princeのメンバーに選ばれる。その後、ユニットの継続が発表され、同メンバーおよび2016年以降はPrinceとして岸優太、岩橋玄樹と共に活動する。
2018年5月23日にKing & PrinceとしてCDデビューした。
2019年 - 2021年の3年ハットグランプリで三冠を達成し、2021年に殿堂入りを果たした。
2022年11月4日、平野紫耀、岸優太とともに2023年5月にKing & Princeから脱退し、同月にジャニーズ事務所を退社すると発表された。
2023年5月22日にKing & Princeを脱退し、ジャニーズ事務所を退所した。7月7日、元ジャニーズ事務所副社長の滝沢秀明が同社を退社して立ち上げたエンターテインメント会社「TOBE」へ、平野紫耀とともに合流することを発表した。10月15日に岸優太もTOBEへ合流し、同日に平野、岸との3人による新グループ・Number_iの結成が発表された。
2024年11月、ミキモトとパートナーシップ契約を締結。

## 人物
1997年10月30日、千葉県に生まれる。一人っ子。名前は、「勇ましく太く、大きな心を持った人に」という願いに由来する。
2004年、小学1年生のときに空手を習い始める。中学生まで習い続け、初段を取得した。今では空手を特技としており、中でも上段蹴りが得意。
2009年、再放送していたドラマ『プライド』をきっかけに木村拓哉に憧れを抱くようになる。翌年2010年10月30日、自ら履歴書を送ったジャニーズ事務所に入所。履歴書を送った理由としては、木村への憧れのほかに、同じ小学校の生徒がジャニーズJr.になったことに対して「負けたくない」と思ったことを挙げている。
趣味は車、バイク、古着（ジーンズ等）、時計、ギター、植物。誰にでも優しく、紳士的な振る舞いでファンから“国民的彼氏”と称される。好きなことわざは「七転び八起き」。

## 出演
個人での出演のみ。グループでの出演はSexy Boyz、King & Prince#出演、Number_i#出演を参照。

### テレビドラマ
- スプラウト（2012年7月7日 - 9月29日、日本テレビ） - 片桐航 役
- 幽かな彼女（2013年4月9日 - 6月18日、関西テレビ・フジテレビ） - 相田拓途 役
- 49（2013年10月5日 - 12月29日、日本テレビ） - 井上智 役
- SHARK〜2nd Season〜（2014年4月19日 - 7月13日、日本テレビ） - 東礼央  役
- 青春探偵ハルヤ〜大人の悪を許さない!〜 第5話（2015年11月12日、読売テレビ・日本テレビ） - 宮沢翔太 役[21]
- 部活、好きじゃなきゃダメですか?（2018年10月23日 - 12月24日、日本テレビ）- 主演・窪田 役（髙橋海人、岩橋玄樹とトリプル主演）[22]
- 准教授・高槻彰良の推察 - 深町尚哉 役[23]
  - Season1（2021年8月7日 - 9月25日、フジテレビ）
  - Season2（2021年10月10日 - 11月28日、WOWOW / 2022年3月5日 - 26日、フジテレビ）[24]
- 受付のジョー（2022年4月26日 - 6月28日、日本テレビ） - 主演・城拓海 役[25][26]

### 映画
- うちの執事が言うことには（2019年5月17日） - 赤目刻弥 役[27]

### バラエティ番組
- ガムシャラ!（2014年4月12日[28] - 2016年4月3日、テレビ朝日）[29]
- 名所から一番近い家（2020年1月18日・25日・4月3日・11月21日・2021年5月18日・2022年1月17日、テレビ朝日）- MC[30][31]

### ラジオ
- J-WAVE SELECTION WISH & MUSIC（2019年7月7日、J-WAVE） - 髙橋海人とナビゲーター[32]

### CM・広告
- サーティワンアイスクリーム「チャレンジ・ザ・トリプル」（2013年8月1日 - 2013年8月）[33]
- 久光製薬「アレグラFX」（2021年 - ）[34][35][36]
- ジバンシィ（2025年2月2日 - ） - ビューティーアンバサダー[37]
- MIKIMOTO「Mikimoto Ocean」（2025年6月12日 - ）[38]

### ミュージック・ビデオ
- SMAP「Joy!!」（2013年）[39]

### コンサート
- JOHNNYS' Worldの感謝祭 in 東京ドーム（2013年3月16日 - 17日、東京ドーム）[40]
- ガムシャラ J's Party !! Vol.1（2014年2月1日 - 2日、EXシアター六本木）[41]
- ガムシャラ J's Party !! Vol.6（2014年12月17日 - 18日、EXシアター六本木）[42]
- ガムシャラ J's Party !! Vol.8（2015年2月19日 - 21日、EXシアター六本木）[43]
- ジャニーズ銀座 2015（2015年4月24日 - 26日・5月30日 - 6月1日、シアタークリエ）[44]
- ガムシャラ! サマーステーション〔チーム者〕（2015年7月25日・28日・8月1日・7日・9日・10日・15日、東京・EXシアター六本木）[45]

### 舞台
- SUMMARY
  - SUMMARY 2011（2011年8月7日 - 9月11日、TOKYO DOME CITY HALL）[46][47]
  - Johnny's Dome Theatre 〜SUMMARY〜（2012年9月8日 - 9日、TOKYO DOME CITY HALL）[48]
- JOHNNYS' World -ジャニーズ・ワールド-
  - JOHNNYS' World -ジャニーズ・ワールド-（2012年11月10日 - 12月30日、帝国劇場）[49]
  - JOHNNYS' 2020 WORLD -ジャニーズ トニトニ ワールド-（2013年12月7日 - 2014年1月27日、帝国劇場）[50]
  - 2015新春 JOHNNYS' World（2015年1月1日 - 2015年1月27日、帝国劇場）[51]
- DREAM BOY
  - DREAM BOYS JET（2013年9月5日 - 29日、帝国劇場）[52]
  - DREAM BOYS（2019年9月3日 - 27日、帝国劇場） - ジン 役[53]
  - DREAM BOYS（2020年12月10日 - 2021年1月27日、帝国劇場） - ジン 役[54]
- 『葵上』『弱法師』-「近代能楽集」より-（2021年11月8日 - 28日、東京グローブ座 / 12月1日 - 5日、梅田芸術劇場 シアター・ドラマシティ） - 主演・若林光 / 俊徳 役[55][56]

### イベント
- Rakuten GirlsAward 2019 SPRING/SUMMER（2019年5月18日、幕張メッセ） - シークレットゲスト[57]

## 作品

### ユニット曲
- Letter（岸優太・永瀬廉・神宮寺勇太） -『King & Prince』収録
- ツッパリ魂（平野紫耀・神宮寺勇太） -『Re:Sense』収録

### 作詞・作曲
- Laugh &... -『L&』収録
作詞は草川瞬、作曲は草川瞬，GRPとの共作 プロデュース
- SOUARE_ONE（岸優太・神宮寺勇太・平野紫耀）‐ 『No.O-ring-』収録
- 夢の続き （岸優太・神宮寺勇太・平野紫耀）‐『No.O-ring-』収録
- 花びらが舞う日に(通常版のみ収録) （岸優太・神宮寺勇太・平野紫耀）‐『No.O-ring-』収録
- INZM （岸優太・神宮寺勇太・平野紫耀）‐『No.I』‐収録
- JELLY （岸優太・神宮寺勇太・平野紫耀）‐『No.I』収録
- ソロ曲
- Bye 24/7 『No.I』‐収録[58]